# Clidemia tetraptera
Clidemia tetraptera är en tvåhjärtbladig växtart som beskrevs av Célestin Alfred Cogniaux. Clidemia tetraptera ingår i släktet Clidemia och familjen Melastomataceae. Inga underarter finns listade i Catalogue of Life.